# Lider opozycji (Irlandia)
Lider opozycji (irl. Ceannaire an Fhreasúra), przewodniczący opozycji w Dáil Éireann, niższej izbie irlandzkiego parlamentu, zwykle jest to lider największej partii opozycyjnej. Jego rola jest czysto honorowa i ceremonialna.

## Liderzy opozycji
Tłustym drukiem zaznaczono tych liderów, którzy zostali później premierami.
- 1922 - 1927 : Thomas Johnson
- 1927 - 1932 : Éamon de Valera
- 1932 - 1944 : William Thomas Cosgrave
- 1944 - 1944 : Thomas F. O’Higgins
- 1944 - 1948 : Richard Mulcahy
- 1948 - 1951 : Éamon de Valera
- 1951 - 1954 : John A. Costello
- 1954 - 1957 : Éamon de Valera
- 1957 - 1959 : John A. Costello
- 1959 - 1965 : James Dillon
- 1965 - 1973 : Liam Cosgrave
- 1973 - 1977 : Jack Lynch
- 1977 - 1981 : Garret FitzGerald
- 1981 - 1982 : Charles Haughey
- 1982 - 1982 : Garret FitzGerald
- 1982 - 1987 : Charles Haughey
- 1987 - 1990 : Alan Dukes
- 1990 - 1994 : John Bruton
- 1994 - 1997 : Bertie Ahern
- 1997 - 2001 : John Bruton
- 2001 - 2002 : Michael Noonan
- 2002 - 2011 : Enda Kenny
- 2011 - 2020 : Micheál Martin
- 2020 - (nadal) : Mary Lou McDonald